# ニコラ・クネジェヴィッチ
ニコラ・クネジェヴィッチ（セルビア語: Никола Kнежевић, ラテン文字転写: Nikola Knežević、2003年3月10日 - ）は、セルビアのサッカー選手。ポジションはミッドフィールダー。

## 経歴

### レッドスター・ベオグラード
2022年7月5日、イリヤ・バビッチと共にレッドスター・ベオグラードとの契約を2025年まで延長した。
2023年7月28日、契約を2027年まで延長した。